# مولویبازار-۳
مولویبازار-۳ (به لاتین: Moulvibazar-3) یک منطقهٔ مسکونی در بنگلادش است که در ناحیه مولوی‌بازار واقع شده‌است.